# メトロノミー

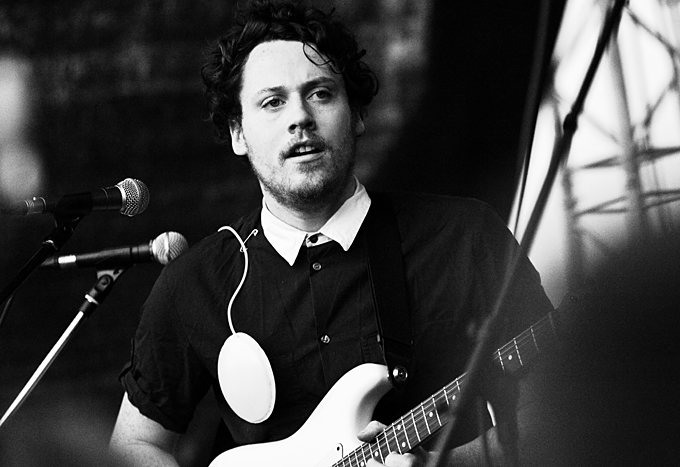
メトロノミーの創設者でフロントマンのジョセフ・マウント

メトロノミー (Metronomy) は、イギリスのロック・バンド。

## 概要
2006年、アルバム・デビュー。当初はインストゥメンタル主体のエレクトロ・ポップを展開していたが、2008年のセカンド・アルバム『ナイツ・アウト』ではシンセサイザーを前面に出しているサウンドに加えボーカルを大々的に導入し、一気にニューレイヴ色を強めた。2009年にはレイト・オブ・ザ・ピアのオープニングとして初来日し、続けて同年のサマーソニックにも出演した。

## メンバー

### 現在のメンバー
- ジョセフ・マウント (Joseph Mount) - ボーカル、ギター、キーボード
- オスカー・キャッシュ (Oscar Cash) - サクソフォーン、キーボード
- アンナ・プリオール (Anna Prior) - ドラム、ボーカル
- オルグベンガ・アデレカン (Olugbenga Adelekan) - ベース、ボーカル
- マイケル・ラベット (Michael Lovett) - ギター、キーボード

### 旧メンバー
- ゲイブリエル・ステビング (Gabriel Stebbing) - ベース、キーボード

## ディスコグラフィ

### スタジオ・アルバム
- 『ピップ・ペイン (ペイ・ザ・5000ポンド・ユー・オウ)』 - Pip Paine (Pay the £5000 You Owe) (2006年)
- 『ナイツ・アウト』 - Nights Out (2008年)
- 『イングリッシュ・リヴィエラ』 - The English Riviera (2011年)
- 『ラヴ・レターズ』 - Love Letters (2014年)
- 『サマー・オー・エイト』 - Summer 08 (2016年)
- 『METRONOMY FOREVER』 - Metronomy Forever (2019年)
- Small World (2022年)